# Édgar Ramírez
Edgar Ramírez, född 25 mars 1977 i Venezuela, är en venezuelansk skådespelare.
Ramírez har bland annat medverkat i TV-serierna Dr. Death och The Florida Man från 2023. Han har även bland annat medverkat i filmerna Kvinnan på tåget från 2016 och Resistance från 2020.

## Filmografi (i urval)
- 2016 – Kvinnan på tåget
- 2017 – Bright
- 2020 – Resistance
- 2021 – Jungle Cruise
- 2023 – Dr. Death (TV-serie)
- 2023 – The Florida Man (TV-serie)
- 2024 – Borderlands
- 2024 – Emilia Pérez